# Plestiodon parvulus
Plestiodon parvulus (південний карликовий сцинк) — вид сцинкоподібних ящірок родини сцинкових (Scincidae). Ендемік Мексики.

## Поширення і екологія
Південні карликові сцинки відомі з низки місцевостей, розташованих на заході Сіналоа, Наяриту, Халіско і Мічоакану, за деякими свідченнями, також в Колімі. Вони живуть в дубових і дубово-соснових лісах, на висоті до 1000 м над рівнем моря.